# ポーテージ (競走馬)
ポーテージ（Portage）はアメリカ合衆国の競走馬、繁殖牝馬。ポーテイジとも表記される。競走馬としては大成できなかったが、産駒のブルーカヌー（Blue Canoe）、チェインジウォーター（Change Water）、およびチェインジウォーターの仔フォールアスペン（Fall Aspen）を通じて大きく牝系を発展させた。

## 経歴

### 競走馬時代
アメリカで15戦して1勝。

### 繁殖牝馬時代
直仔にも2頭の重賞馬を出したが、初仔のブルーカヌーと最後の産駒となったチェインジウォーターがそれぞれ繁殖牝馬として活躍し、牝系を広げている。

#### ブルーカヌー系
同馬の牝系子孫初のG1馬となったのがコジーン（Cozzene）で、その後コジーンは種牡馬としても活躍した。日本ではGI7勝馬テイエムオペラオーがブルーカヌー系の代表馬として挙げられるほか、ブルーメンブラット、ホークビル（Hawkbill）などもこの一門の出身である。また、ブルーメンブラットの母の半兄ウエスタンウインドが種牡馬として日本に輸入されており、シンウインドなどを出している。

#### チェインジウォーター系

##### フォールアスペン
この牝系の中心的な存在として挙げられるのが、チェインジウォーターが1976年に産んだフォールアスペン（Fall Aspen）である。フォールアスペンは競走馬としてもメイトロンステークスを制するなど活躍したが、繁殖牝馬としては出走した産駒13頭の内4頭がG1競走に優勝、重賞勝ち馬は9頭に上り、12頭が勝ち上がるという成績を収めた。産駒のティンバーカントリーが活躍した1994年には米年度代表繁殖牝馬に選出されている。その後の子孫からもドバイミレニアムやレジネッタ、リブチェスターなどが誕生しており、「世界の名牝系」とも称される広がりを見せている。

##### フォールアスペンの産駒一覧
| 生年 | 馬名                                 | 性 | 毛色   | 父               | 戦績・繁殖成績 |
| ---- | ------------------------------------ | -- | ------ | ---------------- | --- |
| 1982 | Northern Aspen                       | 牝 | 鹿毛   | Northern Dancer  | 16戦5勝 ゲイムリーH（G1）・アスタルテ賞（G2）優勝 サンタバーバラH（G1）・サンタアナH（G1）-2着 繁殖牝馬 子孫にレジネッタ                                                  |
| 1983 | Elle Seule                           | 牝 | 栗毛   | Exclusive Native | 16戦3勝 アスタルテ賞（G2）優勝 繁殖牝馬。仔にMehthaaf（愛1000ギニー）、Elnadim（ジュライC） 子孫にIntello、Ribchesterなど                                                 |
| 1984 | Native Aspen                         | 牡 | 栗毛   | Raise a Native   | 22戦4勝 |
| 1985 | Mazzacano                            | 牡 | 鹿毛   | Alleged          | 9戦3勝 グッドウッドC（G3）優勝 アスコット金杯（G1）-2着 |
| 1986 | Colorado Dancer                      | 牝 | 黒鹿毛 | Shareef Cancer   | 10戦3勝 ポモーヌ賞S（G2）・ミネルヴ賞（G3）優勝 ヴェルメイユ賞（G1）・イエローリボン招待S（G1）-3着 繁殖牝馬。仔にDubai Millennium                                        |
| 1987 | Dance of Leaves                      | 牝 | 鹿毛   | Sadler's Wells   | 不出走 繁殖牝馬。仔にMedaaly（レーシングポストトロフィー） |
| 1988 | Sheroog                              | 牝 | 黒鹿毛 | Shareef Dancer   | 8戦1勝 繁殖牝馬 子孫にEuropa Point（南アG1競走2勝） |
| 1989 | Hamas                                | 牡 | 黒鹿毛 | Danzig           | 18戦5勝 ジュライC（G1）・デュークオヴヨークS（G3）優勝 |
| 1990 | Fort Wood                            | 牡 | 鹿毛   | Sadler's Wells   | 6戦3勝 パリ大賞典（G1）・ノアイユ賞（G2）優勝 |
| 1992 | *ティンバーカントリー Timber Country | 牡 | 栗毛   | Woodman          | 12戦5勝 シャンペンS（G1）・BCジュヴェナイル（G1）・プリークネスS（G1）・バルボアS（G3）優勝 ケンタッキーダービー（G1）-3着 1994年エクリプス賞最優秀2歳牡馬 本邦輸入種牡馬 |
| 1993 | Prince of Thieves                    | 牡 | 栗毛   | *ハンセル        | 12戦2勝 サンタカタリーナS（L）優勝 ケンタッキーダービー（G1）-3着 |
| 1995 | Bianconi                             | 牡 | 黒鹿毛 | Danzig           | 12戦3勝 ダイアデムS（G2）優勝 |
| 1996 | Aspen Leaves                         | 牝 | 栗毛   | Woodman          | 3戦1勝 繁殖牝馬 |
| 1998 | Martinelli                           | 牡 | 栗毛   | *サンダーガルチ  | 1戦0勝 |

産駒一覧の出典：
フォールアスペンを経ない牝系子孫からはディキシーユニオン、アジアエクスプレスが出ている。

## 主な牝系図
G1競走優勝馬（太字）、グレード制重賞競走に優勝した日本馬、ほか独立記事のある馬を記載。*は日本に輸入された馬。
- Portage 1952　
  - Blue Canoe 1958　↓ブルーカヌー系
    - Wild Wook 1965
      - Ride the Trails 1971
        - Mesabi 1976
          - Mombasa 1997
            - Reachinforthestars 2005
              - Admire Kitten 2010（セクレタリアトS）[5]

        - Movin's Money 1977
          - Nyoka 1983
            - Nokomis 1992
              - Selmis 2004（イタリア共和国大統領賞）[6]

        - Mochila 1979
          - Serape 1988（バレリーナS）[7]
            - Trensa 2004
              - *ホークビル 2013（エクリプスS・ドバイシーマクラシック）
              - Free Drop Billy 2015（ブリーダーズフューチュリティS）[8]

          - Montera 1994
            - Sue's Good News 2000
              - Tiz Miz Sue 2007（オグデンフィップスH）[9]

        - Cozzene 1980（BCマイル）

      - *マイワイルドフラワー 1986
        - ジョイフルハート 2001（北海道スプリントC）[10]
        - ブルーメンブラット 2003（府中牝馬S・マイルチャンピオンシップ）
          - シュトラウス 2021（東京スポーツ杯2歳S）

    - River Guide 1971
      - Noura 1978
        - *ワンスウェド 1984
          - ビクトリーマッハ 1989
            - ビーウインド 2001
              - トップナイフ 2020（札幌記念）

          - テイエムオペラオー 1996（毎日杯・皐月賞・京都記念・阪神大賞典・天皇賞（春）連覇・宝塚記念・京都大賞典連覇・天皇賞（秋）・ジャパンC・有馬記念）

      - Lady ann's Key 1979
        - Forest Key 1989
          - *ガヴィオラ 1997（ガーデンシティBCH）[11][注 1]

    - Blue Tepee 1976
      - *ムーンライトミラクル 1984
        - ダンツダンサー 1992（函館3歳S）

      - Baby Bela 1992
        - Daniela 1999
          - Felicidad 2008
            - Paradigma 2019（ペルー2000ギニー・リカルドオルティスデゼバリョース大賞・ペルーダービー・ペルージョッキークラブ大賞）[12]　---ブルーカヌー系ここまで

  - Change Water 1969　---↓チェインジウォーター系
    - Fall Aspen 1976（メイトロンS）[13]　---↓フォールアスペン系
      - Northern Aspen 1982（ゲイムリーH）[14]
        - *マクダヴィア 1992
          - アスペンリーフ 1997
            - レジネッタ 2005（桜花賞・福島牝馬S）

        - Jade Aspen 1998
          - More Aspen 2011
            - King Colorado 2020（J.J.アトキンスプレート）

      - Elle Seule 1983
        - Only Seule 1988
          - Occupandiste 1993（モーリスドゲスト賞・フォレ賞）[15]
            - Impressionnante 2003
              - Intello 2010（仏ダービー）

            - Mondialiste 2010（ウッドバインマイル・アーリントンミリオン）[16]

        - Mehthaaf 1991（愛1000ギニー）[17]
          - Tanaghum 2000
            - Mujarah 2008
              - Ribchester 2013（ジャックルマロワ賞・ロッキンジS・クイーンアンS・ムーランドロンシャン賞）

            - Matterhorn 2015（マクトゥームチャレンジR3）[18]

        - Elnadim 1994（ジュライC）[19]

      - Colorado Dancer 1986
        - Dubai Millennium 1996（ジャックルマロワ賞・クイーンエリザベス2世S・ドバイワールドC・プリンスオブウェールズS）
        - Dubai Excellence 1999（種牡馬）
        - *ダージー 2001（種牡馬）

      - Dance of Leaves 1987
        - Medaaly 1994（レーシングポストトロフィー）[20]
        - Laurelling 2003
          - Affaire a Suivre 2019（オーストララシアンオークス）[21]

      - Sheroog 1988
        - Gorband 1999
          - Europa Point 2007（南アG1エンプレスクラブS・チャンピオンズチャレンジ）[22]

      - Hamas 1989（ジュライC）[23]
      - Fort Wood 1990（パリ大賞典）[24]
      - *ティンバーカントリー 1992（シャンペンS・BCジュヴェナイル・プリークネスS）----フォールアスペン系ここまで

    - Paintbrush 1977
      - She's a Talent 1983
        - She's Tops 1989
          - Dixie Union 1997（ハスケル招待H・マリブS）

      - *マジックペイントブラッシュ 1993
        - レイビスティー 2007
          - カツゲキキトキト 2013（東海ダービーなど地方重賞20勝）

      - Artistic 1994
        - Lady Renaissance 2003
          - Therapist 2015（ユナイテッドネイションズS）[25]

    - Brackish
      - Goldvasser
        - Web of Intrigue
          - Website
            - Wandack 2020（アルトゥロライオンペーニャ賞）

    - RIver Crossing 1984
      - Deputy's Mistress 1990
        - Backatem 1997
          - *ランニングボブキャッツ 2002
            - *アジアエクスプレス 2011（朝日杯フューチュリティS・レパードS）
            - レピアーウィット 2015（マーチS）

      - Aspen Falls 2001
        - Ilish Lights 2006（豪1000ギニー）[26]

    - *スイートシエロ 1987
      - ツルマルツヨシ 1995（朝日チャレンジC・京都大賞典）----チェインジウォーター系ここまで

牝系図の出典：Galopp Sieger、牝系検索α

## 血統表
| ポーテージの血統           | ポーテージの血統                                     | ポーテージの血統                                     | （血統表の出典）                                     | （血統表の出典）  |
| 父系                       | マンノウォー系                                       | マンノウォー系                                       | マンノウォー系                                       | [ § 2 ]           |
| 父 War Admiral 1934 青鹿毛 | 父の父Man o'War 1917 栗毛                            | Fair Play                                            | Hastings                                             | Hastings          |
| 父 War Admiral 1934 青鹿毛 | 父の父Man o'War 1917 栗毛                            | Fair Play                                            | Fairy Gold                                           |                   |
| 父 War Admiral 1934 青鹿毛 | 父の父Man o'War 1917 栗毛                            | Mahubah                                              | Rock Sand                                            | Rock Sand         |
| 父 War Admiral 1934 青鹿毛 | 父の父Man o'War 1917 栗毛                            | Mahubah                                              | Merry Token                                          |                   |
| 父 War Admiral 1934 青鹿毛 | 父の母Brushup 1929 鹿毛                              | Sweep                                                | Ben Brush                                            | Ben Brush         |
| 父 War Admiral 1934 青鹿毛 | 父の母Brushup 1929 鹿毛                              | Sweep                                                | Pink Domino                                          |                   |
| 父 War Admiral 1934 青鹿毛 | 父の母Brushup 1929 鹿毛                              | Annette K.                                           | Harry of Hereford                                    | Harry of Hereford |
| 父 War Admiral 1934 青鹿毛 | 父の母Brushup 1929 鹿毛                              | Annette K.                                           | Bathing Girl                                         |                   |
| 母 Carillon 1939 栗毛      | 母の父Case Ace 1934 鹿毛                             | Teddy                                                | Ajax                                                 | Ajax              |
| 母 Carillon 1939 栗毛      | 母の父Case Ace 1934 鹿毛                             | Teddy                                                | Rondeau                                              |                   |
| 母 Carillon 1939 栗毛      | 母の父Case Ace 1934 鹿毛                             | Sweetheart                                           | Ultimus                                              | Ultimus           |
| 母 Carillon 1939 栗毛      | 母の父Case Ace 1934 鹿毛                             | Sweetheart                                           | Humanity                                             |                   |
| 母 Carillon 1939 栗毛      | 母の母Sunfeathers 1934 栗毛                          | Sun Briar                                            | Sundridge                                            | Sundridge         |
| 母 Carillon 1939 栗毛      | 母の母Sunfeathers 1934 栗毛                          | Sun Briar                                            | Sweet Briar                                          |                   |
| 母 Carillon 1939 栗毛      | 母の母Sunfeathers 1934 栗毛                          | Angry Plume                                          | Mad Hatter                                           | Mad Hatter        |
| 母 Carillon 1939 栗毛      | 母の母Sunfeathers 1934 栗毛                          | Angry Plume                                          | Burgee                                               |                   |
| 母系(F-No.)                | 4号族(FN:4-m)                                        | 4号族(FN:4-m)                                        | 4号族(FN:4-m)                                        | [ § 3 ]           |
| 5代内の近親交配            | Fair Play 3×5 = 15.63%、Sainfoin・Sierra 5×5 = 6.25% | Fair Play 3×5 = 15.63%、Sainfoin・Sierra 5×5 = 6.25% | Fair Play 3×5 = 15.63%、Sainfoin・Sierra 5×5 = 6.25% | [ § 4 ]           |
| 出典                       | 1. 2. 3. 4.                                          | 1. 2. 3. 4.                                          | 1. 2. 3. 4.                                          | 1. 2. 3. 4.       |

- 全兄ブルーピーター（Blue Peter）は1948年のホープフルステークス、ベルモントフューチュリティを制し、同年の米最優秀2歳牡馬に輝いた活躍馬だったが、4歳で早世している。